# 鲁道夫·坦纳
鲁道夫·坦纳（德語：Rudolf Thanner，1944年8月20日—2007年8月9日），德国男子冰球运动员。他曾代表西德参加1968年、1972年和1976年冬季奥林匹克运动会冰球比赛，其中1976年冬季奥运会获得一枚铜牌。